# The Ray
The Ray, meist kurz Ray (dt. Strahl) ist der Titel mehrerer vom US-amerikanischen Verlag DC Comics verlegter Comicserien.

## Handlung
Die Serie handelt von einem jungen Mann namens Raymond „Ray“ Terrill, der aufgrund einer extremen Empfindlichkeit gegen Sonnenlicht seine gesamte Kindheit im verdunkelten Haus seiner Pflegeeltern verbringen musste. Als er mit achtzehn Jahren erstmals sein Elternhaus verlässt, um an der vermeintlichen Beerdigung seines biologischen Vaters teilzunehmen, stellt Terrill fest, dass Sonnenlicht in ihm wundersame Fähigkeiten aktiviert (Fähigkeit seinen Körper in lebendige Energie zu transformieren, Energie zu absorbieren, zu speichern und in Form von Licht- und Energiestrahlen gezielt abzusondern, die Fähigkeit zu fliegen und die Fähigkeit, solide Lichtkonstrukte zu schaffen).
Im weiteren Verlauf der Serie wird beschrieben, wie Terrill seine Gaben nutzt, um das Geheimnis seiner eigenen Herkunft zu lüften. Unterstützt wird er dabei von seinem Cousin Hank Terrill und seiner Freundin Jennifer Jurden. Um dies zu erreichen, geht er unter anderem einen Pakt mit dem Teufel (Neron) ein, schafft mit Hilfe seiner Kräfte eine neue künstliche Sonne, um nach dem Erlöschen der eigentlichen Sonne eine ökologische Katastrophe auf der Erde abzuwenden, und macht Jagd auf den unsterblichen Terroristen Vandal Savage. Hinzu kommen Auseinandersetzungen mit dem Drachen Brimstone, die unerfüllte Beziehung zu der Floristin Dinah Lance und die Mitgliedschaft in verschiedenen Abenteurer-Gruppen wie dem Superheldenteam Justice League, der von dem Marsianer J'onn J'onzz geführten Justice League Task Force und der esoterischen Gruppe Forgotten Heroes – die Jagd auf Vandal Savage macht –, der jugendlichen Clique Young Justice und schließlich dem von der Mensch gewordenen symbolischen Verkörperung der Vereinigten Staaten, Uncle Sam, angeführten Team Freedom Fighters.

## Autoren und Zeichner
Die erste Serie des Titels erschien zwischen Februar und Juli 1992 und umfasst sechs Ausgaben, die von Jack C. Harris verfasst, von Joe Quesada gezeichnet und von Art Nichols geinkt wurden. Die zweite The Ray-Serie erschien zwischen Mai 1994 und Oktober 1996 und brachte es auf achtundzwanzig Ausgaben zuzüglich eines Sonderheftes (Ray Annual #1, 1995). Autor dieser Serie war Christopher Priest, Stammzeichner Howard Porter und Stamminker Robert Jones.

## Verfilmungen
Für 2017 wurde eine Animationsserie namens Freedom Fighters: The Ray angekündigt, welche später über das Webangebot CW Seed des Senders The CW ausgestrahlt wurde und auf einer Version des Charakters basiert, die der Autor Grant Morrison erdacht hat. Synchronisiert wurde Ray hierbei vom Schauspieler Russell Tovey. Tovey spielte die Rolle ebenso in Crisis on Earth X, einem Crossover der Fernsehserien Supergirl, The Flash, Arrow und Legends of Tomorrow.